# Isaak HaLevy Herzog

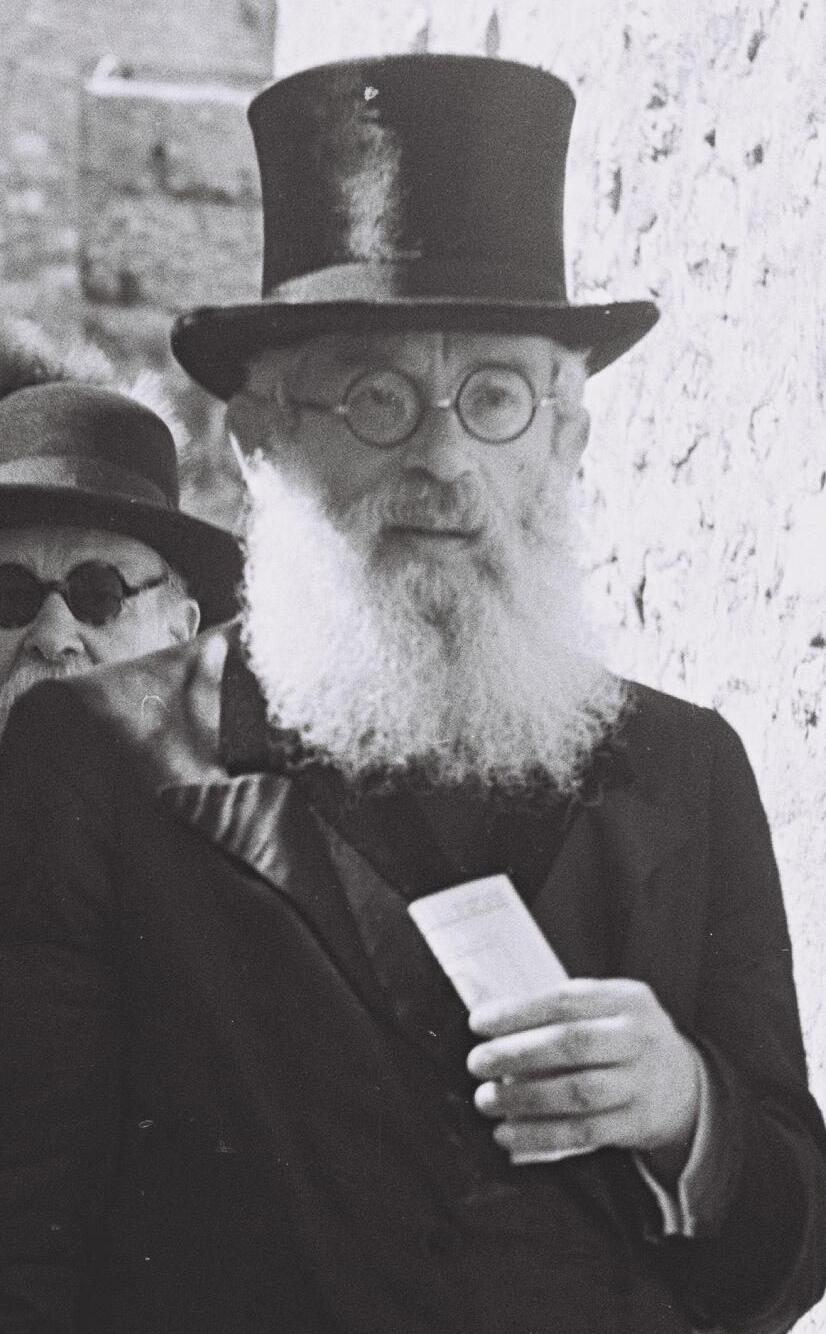
Rabbiner Isaak HaLevy Herzog

Jitzchak Isaak HaLevy Herzog (hebräisch יצחק אייזיק הלוי הרצוג; geboren am 3. Dezember 1888 in Łomża, Kongresspolen; gestorben am 25. Juli 1959 in Jerusalem, Israel) war der erste Großrabbiner Irlands. Seine Amtszeit währte von 1921 bis 1936. Ab 1937 bis zu seinem Tod war er aschkenasischer Oberrabbiner Palästinas und, nach dessen Gründung, Israels.

## Leben und Werk
Rabbiner Herzog wurde in Łomża, im heutigen Polen, geboren und emigrierte mit seiner Familie 1898 in das Vereinigte Königreich, wo sie sich in Leeds niederließen. Seine anfängliche Ausbildung lag vornehmlich in den Händen seines Vaters, Joel Leib Herzog, Rabbiner von Leeds und später in Paris.
Nachdem er als junger Mann seine talmudischen Studien abgeschlossen hatte, ging Herzog an die Sorbonne und danach an die University of London, wo er promovierte.
Herzog war von 1916 bis 1919 Rabbiner von Belfast und wurde 1919 zum Rabbiner von Dublin ernannt. Er war danach von 1922 bis 1936 als Oberrabbiner der Republik Irland tätig und emigrierte nach Palästina, um Abraham Isaac Kook als aschkenasischer Hauptrabbiner nachzufolgen; dieses Amt hatte er bis zu seinem Tod inne.
1958 erhielt er den Israel-Preis.
Nachfahren von Rabbiner Herzog waren im politischen Leben Israels aktiv. Chaim Herzog, Sohn von Isaak HaLevy Herzog, war General in der israelischen Armee und wurde später Präsident Israels. Ja’akov Herzog, sein zweiter Sohn, war im diplomatischen Dienst Israels tätig. Sein Enkel Jitzchak Herzog bekleidete zwischen 2005 und 2011 verschiedene Ministerposten, war Oppositionsführer in der Knesset, dem israelischen Parlament, und wurde am 2. Juni 2021 bei der Präsidentschaftswahl ebenfalls zum Staatspräsidenten gewählt.

## Werke
Rabbiner Herzog schrieb zahlreiche Bücher und Artikel über die Tora und den Staat Israel.
- Main Institutions of Jewish Law.
- Heichal Yitzchak.
- Techukah leYisrael al pi haTorah.
- Pesachim uKetavim.
- The Royal Purple and the Biblical Blue.